# Vivre ! (film, 2009)
Pour les articles homonymes, voir Vivre.
Pour plus de détails, voir Fiche technique et Distribution.
Vivre ! est un film français réalisé par Yvon Marciano et sorti en 2009.

## Fiche technique
- Titre : Vivre !
- Réalisation : Yvon Marciano
- Scénario : Yvon Marciano
- Photographie : Pierre Befve
- Son : Romain Cadilhac
- Montage : Tatiana Andrews, Alice Dessertine, Joële Van Effenterre
- Production : Gradiva Films - ESEC Productions
- Pays d'origine :  France
- Durée : 103 minutes
- Date de sortie : France - 7 octobre 2009

## Distribution
- Aymeric Cormerais : Théo
- Jean-Jacques Levessier : Mathieu
- Gaël Tanniou : Ivan
- Lydie Waï : Kim
- Arnaud Denis : Paul
- Pamela Ravassard : Sophie
- Pierre-Marie Baudoin : Antoine
- Natasha Andrews : Lili
- Macha Polikarpova : Marie
- Ornella Bes : Eva